# Ducado de Veragua
El ducado de Veragua fue un señorío territorial, ahora extinto, hereditario creado el 19 de enero de 1537 durante el reinado de Carlos I de España, conformado por una pequeña sección de la antigua gobernación de Veragua, en el litoral caribeño, y una porción de territorio de la gobernación de Castilla del Oro, la cual quedaría dividida en dos, en la costa del océano Pacífico.
El primer titular del ducado fue el almirante Luis Colón y Álvarez de Toledo, hijo de Diego Colón y de María Álvarez de Toledo y nieto de Cristóbal Colón, el descubridor de América.

## Historia
El ducado de Veragua fue dado por la Corona de España a Luis Colón, junto con los títulos de marqués de Jamaica, almirante de la Mar Océana y adelantado mayor de las Indias, a cambio de renunciar a los títulos de virrey de las tierras descubiertas del Mar Océano, y la renta del 10% de las ganancias de los territorios descubiertos.
El territorio del ducado debía constar de un cuadrado perfecto, de veinticinco leguas de lado, que debían contarse hacia el oeste de la desembocadura del río Belén en el mar Caribe, en territorios hoy pertenecientes a la República de Panamá. De conformidad con estas medidas, el territorio del ducado llegaba hasta el océano Pacífico.
Por esta circunstancia, el territorio hasta entonces perteneciente a Castilla de Oro quedó dividido en dos secciones sin continuidad terrestre, por lo cual la parte occidental —desde el golfo de Nicoya hasta la frontera del ducado— fue segregada de Castilla del Oro en 1537 y unida al territorio de la Veragua Real para crear la provincia de Nueva Cartago y Costa Rica.
El primer duque de Veragua envió varias expediciones para tratar de hacer efectiva su autoridad en el territorio, pero todas terminaron de manera desafortunada debido a la resistencia indígena y a las dificultades topográficas y climáticas. En una de esas expediciones incluso pereció su hermano Francisco Colón a manos de los aborígenes.
En 1556, el duque decidió devolver el señorío del territorio a la Corona, a cambio de una renta anual de 17 000 ducados —que se pagó a sus herederos hasta 1898— y de la conservación del título ducal, que aun conserva en España el heredero de los Colón.
En 1560, Felipe II de España erigió en el territorio del ducado la provincia de Veraguas, bajo jurisdicción de la gobernación de Tierra Firme y de la Real Audiencia de Panamá.
En 1787, tras un largo pleito, el título pasó a un descendiente de un hermano del primer duque de Veragua, ya que tras el fallecimiento de la segunda duquesa, había heredado el título el nieto de una hermana del primer titular, cuando había una línea masculina con mejor derecho.
El actual titular Cristóbal Colón de Carvajal y Gorosábel, xviii duque de Veragua, lleva el mismo nombre de su antepasado Cristóbal Colón.

## Lista de Duques de Veragua
|                        | Titular                                                                      | Periodo                |
| Creación por Felipe II | Creación por Felipe II                                                       | Creación por Felipe II |
| ---------------------- | ---------------------------------------------------------------------------- | ---------------------- |
| i                      | Luis Colón de Toledo                                                         | 1537-1572              |
| ii                     | Felipa Colón de Toledo                                                       | 1572-1577              |
| iii                    | Cristóbal Colón de Cardona                                                   | 1577-1583              |
| iv                     | Nuño Colón de Portugal                                                       | 1583-1622              |
| v                      | Álvaro Colón de Portugal y Espinosa                                          | 1622-1636              |
| vi                     | Pedro Nuño Colón de Portugal y Castro                                        | 1636-1673              |
| vii                    | Pedro Manuel Colón de Portugal y de la Cueva                                 | 1673-1710              |
| viii                   | Pedro Manuel Nuño Colón de Portugal y Ayala                                  | 1710-1733              |
| ix                     | Catalina Ventura Colón de Portugal y Ayala                                   | 1733-1739              |
| x                      | Jacobo Francisco Fitz-James Stuart y Colón de Portugal, iii duque de Berwick | 1739-1785              |
| xi                     | Carlos Bernardo Fitz-James Stuart y Silva                                    | 1785-1787              |
| xii                    | Mariano Colón de Larreátegui y Ximénez de Embún                              | 1787-1821              |
| xiii                   | Pedro Colón y Remírez de Baquedano                                           | 1821-1866              |
| xiv                    | Cristóbal Colón y de la Cerda                                                | 1866-1910              |
| xv                     | Cristóbal Colón y Aguilera                                                   | 1910-1936              |
| xvi                    | Ramón Colón de Carvajal y Hurtado de Mendoza                                 | 1936-1941              |
| xvii                   | Cristóbal Colón de Carvajal y Maroto                                         | 1941-1986              |
| xviii                  | Cristóbal Colón de Carvajal y Gorosábel                                      | 1986-actual titular    |